# Ezechiel von Spanheim
Ezechiel von Spanheim, född 7 december 1629 i Genève, död 7 november 1710 i London, var en schweizisk lärd och diplomat; son till Friedrich Spanheim den äldre, bror till Friedrich Spanheim den yngre.
Spanheim blev 1651 till professor i vältalighet i Genève och invaldes i stora rådet där. Som lärare för kurfurstens av Pfalz son Karl flyttade han 1657 till Heidelberg. I pfalzisk tjänst (1657-80) anlitades han mestadels för diplomatiska uppdrag (resor till Italien 1661-65, till Paris 1666, 1668, till London 1675, 1678), men fann också tid till mångsidig litterär verksamhet. 
Spanheim blev särskild berömd som numismatiker genom Dissertationes de præstantia et usu numismatum antiquorum (1664, tillägnat drottning Kristina, vars bekantskap han gjort i Rom; ny utvidgad upplaga 1706-17). År 1680 anställdes han som geheimeråd i brandenburgsk tjänst. 
I egenskap av sändebud i Paris 1680–89  fick Spanheim förmedla den omfattande utvandring av protestanter från Frankrike till Brandenburg, som föranleddes av upphävandet av ediktet i Nantes (1685). Åren 1689-97 var han ledare för de franska kolonierna i Brandenburg, sändes därefter för en tid åter till Paris (1698-1701) och var 1701-10 preussisk minister i London. 
Bland litterära arbeten från hans senare år märks bland annat Orbis romanus (1697; ny upplaga 1704) och kommentarer till klassiska författare. Frukter av hans diplomatiska verksamhet är bland annat värdefulla "relationer" om hoven i Paris (tryckt av Schefer 1882) och i London (tryckta i "English Historical Review" 1887).